# Barbion montagnard
Pogoniulus coryphaea
Espèce
Statut de conservation UICN

 LC  : Préoccupation mineure
Le Barbion montagnard (Pogoniulus coryphaea, anciennement Pogoniulus coryphaeus) est une espèce d'oiseau de la famille des Lybiidae, dont l'aire de répartition s'étend sur trois régions disparates :

## Liste des sous-espèces
- Pogoniulus coryphaea angolensis (Boulton, 1931) — en Angola (Morro do Môco et plateaux de Mombolo) ;
- Pogoniulus coryphaea coryphaea (Reichenow, 1892) — Grassland (Cameroun) ;
- Pogoniulus coryphaea hildamariae (W.L. Sclater, 1938) — forêts d'altitude du rift Albertin.